# Javi López (calciatore)
Javier López Rodríguez (Osuna, 21 gennaio 1986) è un calciatore spagnolo, difensore dell'Adelaide Utd.

## Carriera
Esordisce in Primera División con l'Espanyol il 29 agosto 2010, entrando in campo all'83' al posto di Luis García Fernández nella partita vinta per 3-1 contro il Getafe. Segna il suo primo gol il 18 settembre 2011, realizzando il gol del pareggio nella partita persa per 2-1 in casa del Real Saragozza.